# Route nationale 58 (France)
Pour les articles homonymes, voir Route nationale 58.
La route nationale 58, ou RN 58, est une route nationale française. De nos jours, elle relie La Moncelle à Bouillon en Belgique, via La Chapelle.
Elle fait partie de la route européenne 46. C'est une voie express à chaussées séparées de type autoroutier, qui pourrait être intégrée à l'A 34 et sera, quoi qu'il advienne, conservée dans le réseau national.
Mais ce tracé est très récent. En effet, à l'origine selon la numérotation de 1824, la RN 58 reliait Pont-à-Mousson à Saulx-en-Barrois via Commercy. Cette route a été déclassée en RD 958 en 1972.
Voir le tracé de l'ancienne RN58 sur GoogleMaps

## Tracé actuel de Bouillon à Bazeilles
- Entrée du territoire français
  -    2 × 2 voies et limitation 90 km/h.
  -  Aire de repos de la Chapelle (dans les deux sens)
- 1 La Chapelle (RD 977) : La Chapelle-en-Ardenne
  -  Limitation à 110 km/h
- Échangeur entre RN 43 et RN 58 : Metz, Verdun, Reims (A34), Sedan, Charleville-Mézières, Douzy, Carignan

La RN 58 devient la RN 43.

## Ancien tracé de Pont-à-Mousson à Saulx-en-Barrois (D 958)
- Pont-à-Mousson D 958 (km 0)
- Maidières (km 1)
- Montauville (km 2)
- Limey (km 12)
- Flirey (km 16)
- Beaumont (km 21)
- Rambucourt (km 23)
- Broussey-en-Woëvre (km 28)
- Gironville-sous-les-Côtes (km 32)
- Vignot (km 38)
- Commercy (km 41)
- Saulx-en-Barrois D 958 (km 53)